# Dicallaneura hyacinthus
Dicallaneura hyacinthus is een vlindersoort uit de familie van de prachtvlinders (Riodinidae), onderfamilie Nemeobiinae.
Dicallaneura hyacinthus werd in 1944 beschreven door Toxopeus.